# Jan Hanuš Haugvic z Biskupic
Jan (Hanuš) Haugvic z Biskupic a na Bouzově (okolo 1450 – 19. prosince 1524 hrad Bouzov) byl slezsko-moravský šlechtic a vojenský velitel z rodu Haugviců z Biskupic. Proslul jako vrchní velitel tzv. Černé roty, vojenského útvaru složeného převážně ze slovanských bojovníků tvořících jádro vojska uherského krále Matyáše Korvína. Po ukončení vojenské kariéry vlastnil rozsáhlá panství na střední a severní Moravě, za služby Korvínovi i českému králi Vladislavu Jagellonskému byl i se svými syny povýšen dědičně do panského stavu.

## Životopis

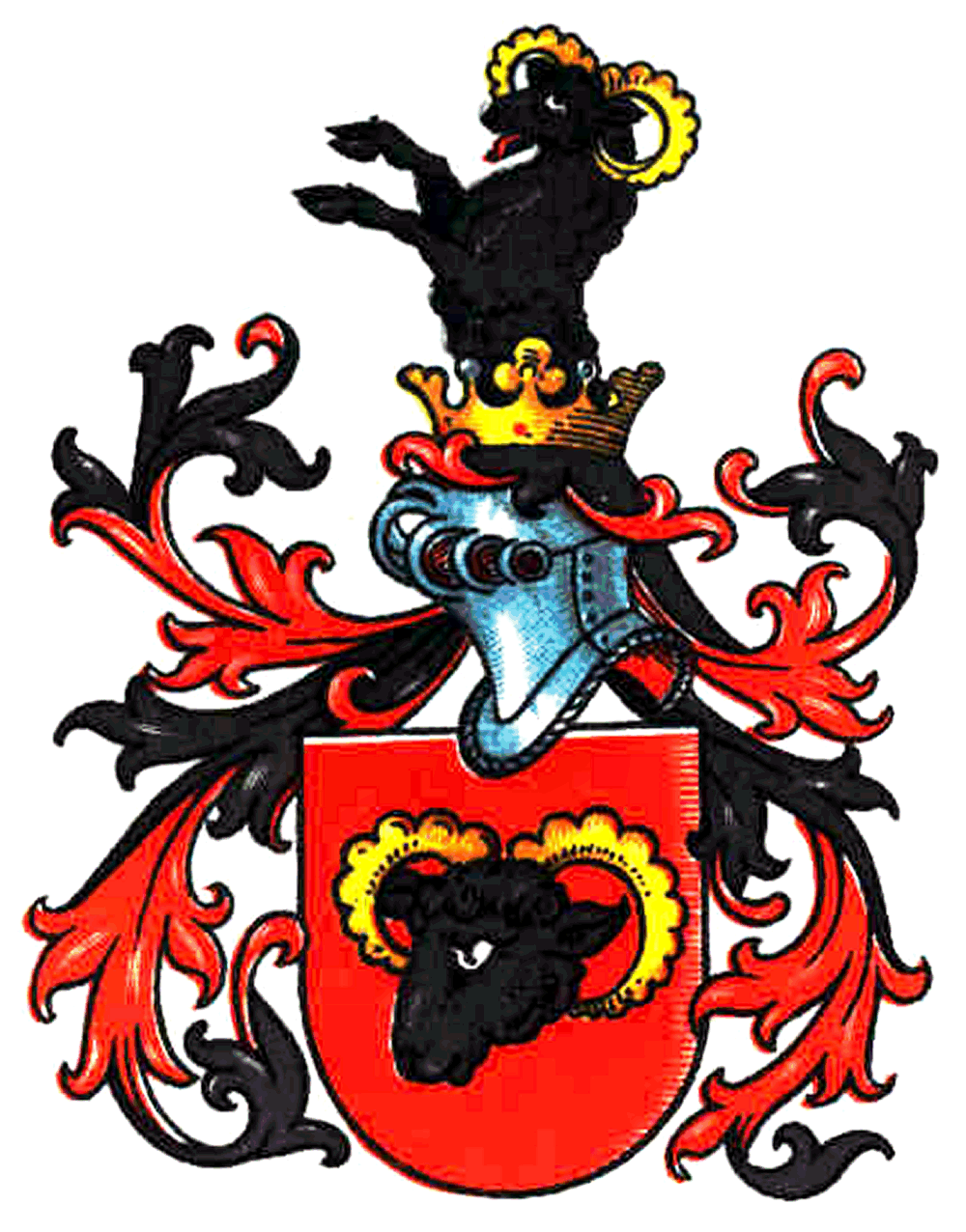
Erb rodu Haugviců

### Mládí
Pocházel ze šlechtického rodu Haugviců z Biskupic, původem ze Slezska. Byl pravnukem předků rodu Sigmunda a Kiliána Haugviců, kteří přišli do Čech ve 2. polovině 14. století. V pramenech je zpravidla připomínán jako třetí nositel jmen Hanuš Jan Haugvic z Biskupic

### Vojenská kariéra

Vlajka Černé roty

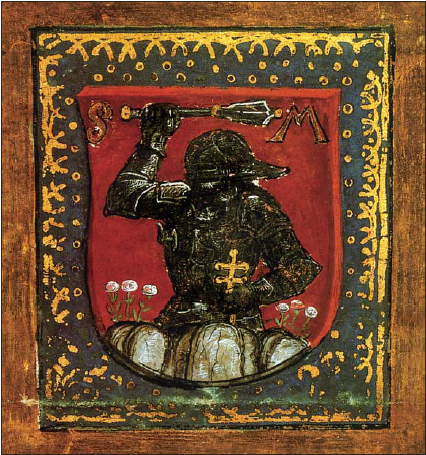
Rytíř Černé armády

Spolu se svými příbuznými vystupoval od začátku tzv. česko-uherských válek na straně Matyáše Korvína, jakožto člen jeho oddílu tvořeného převážně Čechy, Bavory, Srby, Poláky či Chorvaty. Zde se v 70. letech 15. století postupně stal vrchním velitelem tohoto útvaru, čítajícího až několik desítek tisíc bojovníků. Ten byl posléze nazván Černá rota, údajně dle černého brnění, které měl Jan Hanuš do bitev nosit. Zúčastnil se též Korvínových akcí ve Slezsku a Polsku, účastnil se mimo jiné bitvy u Ivanovic roku 1474.
Na Matyášův rozkaz podnikl roku 1477 vítězný vpád do Rakous proti římskému císaři Friedrichovi až k Vídni, další vojenskou kampaň pak vedl do Rakous roku 1481, konflikt zde skončil až roku 1486 válku v Rakousích. Dva roky nato byl s vojskem poslán proti odbojným slezským knížatům, od nichž po krvavé bitvě u Thomaswalde (Tomkowic) dobyl všechny hlohovské statky. Počátkem roku 1489 se pak s Černou rotou obrátil proti braniborskému markrabství a po donucení olešnického knížete postoupit své území králi Matyáši, vrátil se s vojskem na Moravu.
Spolu s ním v Černé rotě sloužili také jeho bratři Jindřich (Hynek) a Petr, dále pak jejich příbuzný Mikuláš Haugvicové. V čele Černé roty jej vystřídal Mikuláš Haugvic, po Korvínově smrti roku 1490 se však jednotka rozpadla a nakonec byla na jaře roku 1492 po bojových střetech s uherskou armádou rozpuštěna silou.
Vladislav Jagellonský jej pravděpodobně po bratislavském míru roku 1491 jmenoval kapitánem královské české armády (latinsky capitaneus gencium nostrarum Bohemicalium), a poté spolu s vrchním kapitánem Štěpánem Zápolským vyhnal posledního uchazeče o trůn, polského knížete Jana I. Olbrachta, ze země, po rozhodujícím vítězství v bitvě u Eperjes 1. ledna 1492.

### Pánem panství
Roku 1490 pak uherské vojsko opustil a přesídlil na panství Jevíčko na střední Moravě, které získal díky bratru Petrovi. Nadále rozšiřoval rodová panství, roku 1494 zakoupil od Bočka Kuny z Kunštátu panství Bouzov a přesídlil na zdejší hrad, který významně stavebně rozšířil, mimo jiné výstavbou nového hradního paláce. Roku 1502 byl spolu se svými syny povýšen do panského stavu.

### Úmrtí

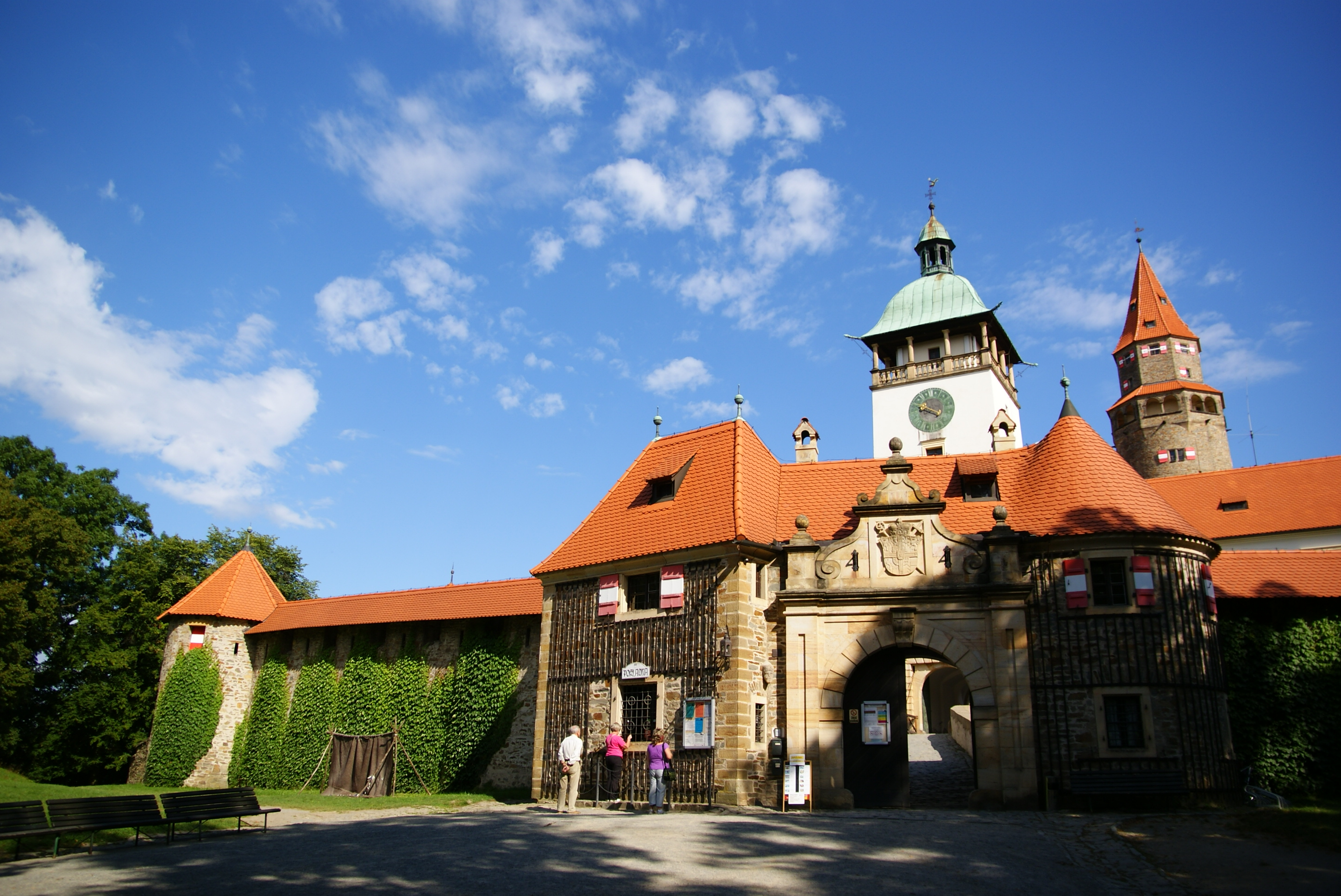
Hrad Bouzov

Zemřel 19. prosince 1524 na bouzovském hradě. Pohřben byl v kapli sv. Stanislava v katedrále sv. Václava v Olomouci, jeho hrob je osazen náhrobkem a datací roku 1526 (patrně rok zřízení náhrobku).

### Rodina
Jeho manželkou byla od roku 1505 Kateřina z Lomnice, pocházející z moravského rodu pánů z Lomnice, dcera moravského zemského hejtmana Jana Meziříčského z Lomnice. Společně počali několik dětí. Po jeho smrti se sídlem na Bouzově uvádí jeho syn Václav Haugvic, vdova Kateřina pak žila v Olomouci a zemřela po roce 1540. Bratr Jindřich (Hynek) byl manem Jindřicha z Lipé a vlastnil od roku 1510 hrad Ronovec u Německého Brodu. Jeho potomkem byl Hanuš Haugvic z Biskupic (1517–1582), moravský zemský hejtman.